# Desmanthus acuminatus
Desmanthus acuminatus är en ärtväxtart som beskrevs av George Bentham. Desmanthus acuminatus ingår i släktet Desmanthus och familjen ärtväxter. Inga underarter finns listade i Catalogue of Life.